# BeNeLux Liga 2010-2011
Navigation
2009-2010 2011-2012
La saison 2010-2011 de la BeNeLux Liga met aux prises 12 équipes du Benelux. Il s’agit de la 4e édition de la compétition, la première qui intègre des clubs luxembourgeois.
Le club néerlandais, le HV KRAS/Volendam conserve son titre en battant en finale les Luxembourgeois  du HC Berchem, 32 à 29.

## Organisation
La compétition se déroule en deux phases :
1. la phase de groupe réunit les douze meilleures équipes de Belgique, des Pays-Bas et du Luxembourg. Ces douze équipes sont réparties en deux poules (A et B) composées de six équipes à raison de deux équipes par nation. Pendant cette phase, deux équipes du même pays ne jouent pas l'une contre l'autre. À l'issue des dix journées, les deux premières équipes sont qualifiées pour les demi-finales.
2. le Final Four: il se déroule en deux jours et a lieu dans la même salle, pour cette saison dans le Sportcomplex Sorghvliedt à Anvers en Belgique. Le premier jour, le premier du groupe A rencontre le deuxième du groupe B et inversement. Le lendemain sont disputées la petite finale puis la finale.

## Participants
| Club                 | Ville            | Salle                               | Pays       |
| -------------------- | ---------------- | ----------------------------------- | ---------- |
| United HC Tongeren   | Tongres          | Eburons Dôme Tongeren               | Belgique   |
| Initia HC Hasselt    | Hasselt          | Sporthal Alverberg                  | Belgique   |
| HC Atomix            | Haacht           | Sporthal Den Dijk                   | Belgique   |
| Achilles Bocholt     | Bocholt          | Sportcomplex De Damburg             | Belgique   |
| HV KRAS/Volendam     | Volendam         | Sporthal Opperdam                   | Pays-Bas   |
| Eurotech Bevo HC     | Panningen        | de Heuf                             | Pays-Bas   |
| HV Fiqas Aalsmeer    | Aalsmeer         | Sporthal De Bloemhof                | Pays-Bas   |
| E&O Emmen            | Emmen            | Ben Kwijt Arena                     | Pays-Bas   |
| HC Berchem           | Roeser           | Hall Omnisports de Crauthem         | Luxembourg |
| Red Boys Differdange | Differdange      | Parc des Sports à Oberkorn          | Luxembourg |
| HB Dudelange         | Dudelange        | Centre sportif René Hartmann        | Luxembourg |
| HB Esch              | Esch-sur-Alzette | Hall omnisports de Esch-sur-Alzette | Luxembourg |

## Phase de groupe
Deux clubs du même pays, ne jouent pas l'un contre l'autre en phase de groupe.

### Légende
- Qualifié pour les demi-finales
- Éliminé

### Groupe A
|   | Équipe               | Pts | J  | G | N | P | Bp  | Bc  | Diff |
| - | -------------------- | --- | -- | - | - | - | --- | --- | ---- |
| 1 | United HC Tongeren   | 19  | 10 | 7 | 1 | 2 | 309 | 240 | 69   |
| 2 | Initia HC Hasselt    | 18  | 10 | 6 | 3 | 1 | 302 | 266 | 36   |
| 3 | HB Esch              | 14  | 10 | 4 | 3 | 3 | 262 | 265 | -3   |
| 4 | Red Boys Differdange | 11  | 10 | 4 | 2 | 4 | 263 | 281 | -18  |
| 5 | E&O Emmen            | 9   | 10 | 3 | 2 | 5 | 267 | 276 | -9   |
| 6 | Eurotech Bevo HC     | 1   | 10 | 0 | 1 | 9 | 271 | 324 | -53  |

### Groupe B
|   | Équipe            | Pts | J  | G | N | P | Bp  | Bc  | Diff |
| - | ----------------- | --- | -- | - | - | - | --- | --- | ---- |
| 1 | HV KRAS/Volendam  | 19  | 10 | 8 | 0 | 2 | 322 | 275 | 47   |
| 2 | HC Berchem        | 14  | 10 | 4 | 3 | 3 | 261 | 261 | 0    |
| 3 | Achilles Bocholt  | 14  | 10 | 5 | 2 | 3 | 278 | 279 | -1   |
| 4 | HV Fiqas Aalsmeer | 10  | 10 | 4 | 1 | 5 | 281 | 274 | 7    |
| 5 | HC Atomix         | 7   | 10 | 2 | 1 | 7 | 251 | 310 | -59  |
| 6 | HB Dudelange      | 7   | 10 | 2 | 3 | 5 | 265 | 281 | -16  |

## Final Four

### Demi-finales
| Club               | Score | Club              |
| ------------------ | ----- | ----------------- |
| HV KRAS/Volendam   | 30-26 | Initia HC Hasselt |
| United HC Tongeren | 25-26 | HC Berchem        |

### Finale
| Club             | Score | Club       |
| ---------------- | ----- | ---------- |
| HV KRAS/Volendam | 32-29 | HC Berchem |

|  | Demi-finales       | Demi-finales |                        |    | Finale     | Finale     |
|  | Demi-finales       | Demi-finales |                        |    | Finale     | Finale     |
|  |                    |              |                        |    |            |            |
|  | 26 février         | 26 février   |                        |    | 27 février | 27 février |
|  | 26 février         | 26 février   |                        |    | 27 février | 27 février |
|  | HV KRAS/Volendam   | 30           |                        |    | 27 février | 27 février |
|  | HV KRAS/Volendam   | 30           |                        |    | 27 février | 27 février |
|  | Initia HC Hasselt  | 26           |                        |    | 27 février | 27 février |
|  | Initia HC Hasselt  | 26           | HV KRAS/Volendam       | 32 |            |            |
|  | 26 février         |              | HV KRAS/Volendam       | 32 |            |            |
|  |                    | HC Berchem   | 29                     |    |            |            |
|  | United HC Tongeren | HC Berchem   | 29                     | 25 |            |            |
|  | United HC Tongeren |              |                        | 25 |            |            |
|  | HC Berchem         | 26           |                        |    |            |            |
|  | HC Berchem         | 26           | Match pour la 3e place |    |            |            |
|  |                    |              |                        |    |            |            |
|  | 27 février         |              |                        |    |            |            |
|  |                    |              |                        |    |            |            |
|  | United HC Tongeren | 32           |                        |    |            |            |
|  | United HC Tongeren | 32           |                        |    |            |            |
|  | Initia HC Hasselt  | 22           |                        |    |            |            |
|  | Initia HC Hasselt  | 22           |                        |    |            |            |

### Vainqueur de la BeNeLux Liga
| Vainqueur de la BeNeLux Liga 2011-2012 HV KRAS/Volendam 2e titre |